# بري اللاماب
 بري اللاماب  حي سوداني يقع في ولاية الخرطوم داخل مدينة الخرطوم وهو من احياء الخرطوم القديمة .
تعتبر ضاحية بري الاماب واحدة من أقدم وأعرق مناطق العاصمة السودانية الخرطوم, وتعود تسمية بري علي الارجح للاسم القديم (بر توتى) واسم الاماب ل(محمد اللام) وهو الجد الأكبر لكثير من العائلات التي استقرت قي برى اللاماب وغيرها من مناطق العاصمة.

## ألموقع الجغرافي
تقع بري اللاماب علي الجانب الشرقي للخرطوم. ويحدها النيل الأزرق من الشمال والشرق والمنشية من الجنوب وأبو حشيش من الغرب.
كما تتميز بري بموقع متميز نسبة لقربها من المرافق الحكومية الأهم في الدولة مثل:-
- القصرالجمهوري، الوزارات الإتحادية, مطار الخرطوم الدولي، جامعة الخرطوم والسوق العربي.
- مما حدا بالكثير من الشخصيات السودانية اختيارها للسكن ألأمر الذي أدي ارتفاع مستوي الاستثمار المعماري فيها مثل برج سوداتل.
- و حي الشاطئ الجديد والذي يضم الفلل الرئاسية التي يستضاف فيها الرؤساء الزائرون للسودان.

## تاريخ بري اللاماب
- قام حي بري اللاماب عندما هاجر قلينج من قبيلة الجموعيه إلى منطقة بري الحالية. «محمد اللام» الذي سميّت بري باسمه وأصبح عمدة لمنطقة بري في العام 1898م واللاماب بحر أبيض ومن ثم رئيساً للمحكمة الريفية الخرطوم ليكون في آخر أعوامه ناظر عموم للخرطوم وبعض أريافها من جبل أولياء وجزء من الريف الشمالي للخرطوم بحري كما كانت تستعين به الحكومة في عدة مصالحات قبلية.

## المناخ
حي بري اللاماب في مدينة الخرطوم اللتي تصل درجات الحرارة فيها الى 48 درجة مئوية في منتصف الصيف، إلا أن المتوسط السنوي لدرجات الحرارة القصوى يبلغ حوالي 37.1 درجة مئوية، مع ستة أشهر في السنة يزيد المتوسط الشهري لدرجة الحرارة فيها عن 38 درجة مئوية. وفي كل الأحوال فأن درجات الحرارة في الخرطوم تهبط بمعدلات كبيرة خلال الليل، إلى أدنى من 15 درجة مئوية في شهر يناير / كانون الثاني وقد تصل إلى 6 درجات مئوية عند مرور جبهة هوائية باردة.

## التعليم
- أسست أول مدرسة أهلية بالمنطقة مدرسة المستر بدري وكان ناظرها آنذاك الأستاذ بلال أحمد فرح.
- كما كانت توجد بها عدد من الخلاوى مثل خلوة الفكي عبد الرحمن .
- ومن الشيوخ الذين كانوا بالمنطقة الفكي البشير الذي كان يكتب المصحف بخط يده،
- وخلوة الشيخ عابدين علي موسى، كما توجد بها حالياً * خلوة «عمر بن الخطاب»
- خلوة الطريقة القادرية العركية حيث يدرس بها أكثر من مئة طالب لمؤسسها محمد السماني أحمد العمدة.[5]

## معالم حي بري اللاماب
من ناحية ثقافية يوجد بالمنطقة
- النادي الثقافي الرياضي الذي تأسس في العام 1945م
- ونادي وادي النيل وهو من أندية الدرجة الثانية.

### المعتمد محمد عبدالرحمن حسين احمد
- كما يوجد بالمنطقة مسجد بري العتيق في آخر محطة ببري وأسسه الشيخ عبد الرحمن الأمين.
- ومن المعالم البارزة هناك قبة وسرايا الشيخ الشريف يوسف بن محمد الأمين الهندي، فعندما اتهمته الحكومة الإنجليزية آنذاك بالإعداد لحركة جهادية أخرى كالمهدية حكمت عليه بالسجن لمدة 6 أشهر وعندما أطلق سراحه حددت له إقامته ووضع تحت المراقبة وترك له حرية محل لسكنه الدائم قرب الخرطوم فوقع اختياره على ضاحية بري اللاماب واستقر هناك حتى وفاته في العام 1942م.

حي امنية بالقرب من الفلل الرئاسية

## الحياة الاجتماعية

### دق النحاس
مازال أهل اللاماب يستخدمون النحاس ولكل حدث نغمة معروفة للجميع فنغمة الإعلان عن الأفراح تختلف عن نغمه الإعلان حال حدوث وفاة. كما يستخدم النحاس في زيارات الشيوخ والحوليات وزفة المولد.